# Любов (фільм, 2012)
«Любо́в» (фр. Amour) — французько-німецько-австрійський художній фільм, драма режисера Міхаеля Ганеке, прем'єра якого відбулася на 65-му Каннському кінофестивалі, де стрічка отримала головний приз — «Золоту пальмову гілку». Вона також була відзначена премією Європейський кіноприз як найкращий європейський фільм. У головних ролях задіяні Жан-Луї Трентіньян та Еммануель Ріва, другорядну роль їх дочки Єви виконує Ізабель Юппер.
Український переклад зробила студія Цікава ідея на замовлення Гуртом..

## Сюжет
Вся дія фільму, крім вступної сцени, відбувається у звичайній паризькій квартирі. Вісімдесятилітні Жорж (Жан-Луї Трентіньян) і Енн (Еммануель Ріва) — заслужені вчителі музики — відвідують концерт колишнього учня. Їхня дочка Єва (Ізабель Юппер) живе окремо зі своєю родиною. Цілком раптово для Жоржа в Енн трапляється інсульт.
Після повернення з лікарні на інвалідному візку (половина її тіла паралізована), любов пари піддається серйозному випробуванню. Жоржу доводиться робити все, щоб допомогти своїй дружині. Після того, як стан Енн погіршується, Жорж асистує їй у всьому: годує з ложки, водить в туалет, виконуючи, тим самим, бажання дружини ніколи більше не повертатися до лікарні.

## В ролях
| Актор              | Роль      |
| ------------------ | --------- |
| Жан-Луї Трентіньян | Жорж      |
| Еммануель Ріва     | Енн       |
| Ізабель Юппер      | Єва       |
| Александр Таро     | Александр |
| Вільям Шимел       | Джефф     |
| Рита Бланко        | консьєрж  |

## Виробництво
Фільм знято за €7,290,000 французькою кіностудією Les Films du Losange, німецькою X-Filme Creative Pool та австрійською Wega Film. Фільм отримав підтримку з боку французького телеканалу France 3 та грошове фінансування загальною сумою €404 000 від регіону Іль-де-Франс.